# Сингх, Заил
Гиани Заил Сингх (в.-пандж. ਜ਼ੈਲ ਸਿੰਘ, урожд. Джарнаил Сингх, в.-пандж. ਜਰਨੈਲ ਸਿੰਘ, 5 мая 1916 года, дер. Сандхван, округ Фаридкот, штат Пенджаб, Британская Индия, — 25 декабря 1994, Чандигарх) — индийский государственный и политический деятель.

## Биография
Родился в семье сельского ремесленника. Сикх по вероисповеданию, получил почётное для последователей этой религии прозвище Giani, однако впоследствии был отлучен от веры вследствие своих либеральных взглядов.
В 1938 году присоединился к освободительному движению, вступив в местное отделение ИНК, членом которого являлся всю дальнейшую жизнь. Провёл 5 лет (1938—1943) в заключении за свою политическую деятельность.
После завоевания Индией независимости занимал министерские посты в правительстве и руководящие должности в местном отделении ИНК в штате Пенджаб. Главный министр (глава правительства) Пенджаба в 1972—1977 годах. Неоднократно становился депутатом индийского парламента, сторонник и сподвижник И. Ганди.
Министр внутренних дел Индии с января 1980 по июнь 1982. Президент Индии в 1982—1987 годах (на голосовании 12 июля 1982 года получил 754.113 голосов и 72,7 % голосов выборщиков), первый сикх, ставший главой страны. Во время его пребывания на посту в стране происходили антиправительственные выступления сикхов, военная операция против сикхских формирований, а также антисикхские погромы, однако З. Сингх, будучи их единоверцем, ничем не выразил им своей поддержки, будучи сторонником секуляризма.
В 1983—1986 годах был генеральным секретарём Движения неприсоединения.
Автор стихов на хинди и урду.
Скончался вследствие травм, полученных в автомобильной катастрофе 29 ноября 1994 года. По нему был объявлен 7-дневный государственный траур. Как видный государственный деятель, был кремирован в Мемориале Махатмы Ганди.